# Runrig
Runrig était un groupe de folk rock écossais fondé par les frères Roderick  et Calum MacDonald en 1973. Originaires des Hébrides (îles de l’ouest de l'Écosse), leur musique rock s’inspire fortement de la musique traditionnelle gaélique. Après avoir conquis la Grande-Bretagne, le groupe a maintenant une renommée internationale, après plusieurs tournées dans toute l'Europe. Le groupe a pris sa retraite à l'issue de la tournée "The Last Dance" qui s'est achevée les 17 et 18 août 2018 par 2 concerts à Stirling (Ecosse)
Le nom « Runrig » (de runrigs ou rigs) affiche les racines écossaises du groupe, puisqu'il désigne une forme traditionnelle d’agriculture, en vigueur en Écosse du XIIe siècle au XVIIIe siècle. Il s’agit de l’allocation annuelle des terres aux fermiers, visant à constituer des exploitations équilibrées, au niveau de la qualité des sols. 

## Histoire du groupe

### Les débuts: 1973-1980
Le groupe Rung-Rig Dance Band, originaire de l’île de Skye, se produit pour la première fois en 1973, au Kelvin Hall de Glasgow. Il est composé de Roderick (Rory) MacDonald (guitare), Malcolm Morrison (Calum) MacDonald (percussions) et Blair Douglas (accordéon). Ce dernier est rapidement remplacé par Robert MacDonald, jusqu’en 1978. Donnie Munro rejoint le groupe l’année suivante, en tant que chanteur. 
Il faut attendre 1978 pour que le groupe enregistre son premier album Play  Gaelic et crée son propre label, Ridge Records, ce qui leur permet de devenir un groupe professionnel. En 1979, Runrig enregistre son deuxième album : The Highland Connection.

### Les années 1980
En 1981, Runrig enregistre son troisième album, Recovery, qui s’inspire de la culture celtique de l’Écosse. Le groupe se produit sur scène à l’étranger, où sa musique, associée à la langue gaélique, est bien accueillie par le public. Il faut attendre 1985 pour entendre un nouvel album : Heartland. 
L’année suivante, le groupe accueille un nouveau membre, Richard Cherns qui se charge des claviers jusqu’en 1987 ; compositeur, il a été le premier directeur musical du Theatre Workshop d’Édimbourg. Pete Wishart, un ancien de Big Country lui succède. 1987 est une année chargée, qui permet à Runrig d’augmenter sa notoriété internationale : tournée au Canada, concert à Berlin en République démocratique allemande, participation au concert de U2, au Murrayfield à Édimbourg, lors de la tournée «  The Joshua Tree ». Cette même année voit la sortie du nouvel album, The Cutter and the Clan qui est un succès commercial. 
Cette nouvelle dimension du groupe débouche sur la signature d’un contrat avec la maison de disques Chrysalis Records qui, en 1988, sort Once in a Lifetime, un album enregistré en public. La fin de la décennie confirme la popularité, Searchlight, sorti en 1989 est un énorme succès, de même que la tournée européenne qui suit.

### Les années 1990
En 1991, Runrig donne un concert en plein air, près du Loch Lomond qui attire 50 000 spectateurs. The Big Wheel, leur nouvel album sorti peu avant, est un réel succès commercial. Après deux concerts donnés sur l’esplanade du Château d'Édimbourg, il entreprend une tournée mondiale, qui reprend le nom du dernier album. Fin 1991, Tom Morton publie chez Mainstream Publishing, Edinburgh, Going Home, The Runrig Story. 
L’année 1992 est essentiellement consacrée à la scène : Canada et, pour la première fois, les États-Unis ; ils donnent plusieurs concerts en Europe et à deux reprises, ils font la première partie de Genesis. Au mois d’août, c’est la sortie de Wheel in Motion, une vidéo consacrée à leur tournée The Big Wheel, de l’année précédente. 
À la fin du mois de janvier 1993, sort l’album Amazing Things, qui se classe rapidement parmi les meilleures ventes en Grande-Bretagne. S’ensuit une importante tournée à travers l’Europe, qui prend le nom de l’album. En 1994, Runrig donne plusieurs concerts qui vont servir à l’édition d’un album enregistré en public : Transmitting Live, qui sort au mois de novembre. Parallèlement, le groupe attelle à la composition du prochain disque Mara qui sort l’année suivante ; il est suivi d’une tournée promotionnelle. C’est à cette époque que le chanteur, Donnie Munroe, qui avait intégré la formation en 1974, prend la décision de la  quitter prochainement, pour se consacrer à la politique. 
La question de l’avenir du groupe est clairement posée aux autres membres. Cette période incertaine voit la sortie d’une compilation, dont les titres ont été choisis par les fans : Long Distance. Fin 1996 et début 1997, Runrig donne une série de concerts avant de faire une longue pause. En 1998, The Gaelic Collection est une compilation de leurs titres interprétés en gaélique. 
Après nombre d’auditions, Bruce Guthro, un Canadien de Nouvelle-Écosse, est engagé comme chanteur ; le remplacement se fait sans difficulté. Leur nouvel opus, In Search of Angels, sort en mars 1999, suivi d’une nouvelle tournée. En janvier 2000, la nouvelle formation se produit au « Celtic Connections », le festival de Glasgow, qui donne lieu à un album live.

### Les années 2000
En 2001, sort The Stamping Ground qui marque le retour du groupe à son meilleur niveau et qui bénéficie d’un bon accueil du public. Un changement intervient dans la formation, Brian Hurren remplace Pete Wishart aux claviers. La tournée « The Stamping Ground » qui débute sur l’île de Skye va se poursuivre jusqu’au printemps 2002, avec de nombreuses dates en Allemagne et en Grande-Bretagne. Le 23 août 2003, Runrig fête ses 30 ans par un concert à Stirling devant 8 000 spectateurs, l’album Proterra sort deux jours après.
En mai 2007, sort le nouvel album intitulé Everything you see. Dans le cadre de l'année de la culture 2007 sur les Highlands, un concert événement, Beat the drum,  a lieu le 18 août 2007 en Écosse sur les bords du Loch Ness, plus précisément à la ferme de Borlum (Drumnadrochit).

## Dernière Formation en 2018
- Roderick (Rory) MacDonald, né le 27 juillet 1949 à Dornoch (Écosse) : basse, guitare électrique, chant et composition
- Malcolm Morrison (Calum) MacDonald, né le 12 novembre 1953 à Lochmaddy (Écosse) : percussion et composition
- Malcolm Elwyn Jones, né le 12 juillet 1959 à Inverness (Écosse) : multi-instrumentiste dont : accordéon, guitare, pipes
- Iain Bayne, né le 22 janvier 1960 à St Andrews (Écosse) : batterie, percussions, piano
- Bruce Guthro, né le 31 août 1961 à l’Île du Cap-Breton (Nouvelle-Écosse, Canada) : guitare et chant
- Brian Hurren, né le 9 octobre 1980 à Falkirk (Écosse) : clavier, guitare, batterie, et chant

## Anciens membres
- Peter Wishart : claviers
- Donnie Munro : chant
- Blair Douglas : accordéon et claviers
- Robert MacDonald : accordéon
- Richard Cherns : claviers
- Campbell Gunn : vocaux

## Discographie
- 1978 : Play Gaelic
- 1979 : Highland Connection
- 1981 : Recovery
- 1985 : Heartland
- 1987 : The Cutter and the Clan
- 1988 : Once in a Lifetime (live)
- 1989 : Searchlight
- 1991 : The Big Wheel
- 1992 : Alba (compilation)
- 1993 : Amazing Things
- 1994 : Transmitting Live
- 1995 : Mara
- 1996 : Long Distance (compilation)
- 1998 : Beat the Drum (compilation)
- 1998 : The Gaelic Collection
- 1999 : In Search of Angels
- 1999 : The Runrig Collection (compilation)
- 1999 : BBC Archives Series (compilation)
- 2000 : Live at Celtic Connections
- 2000 : Scotland’s Glory, Runrig Ballads
- 2001 : The Stamping Ground
- 2003 : Proterra
- 2004 : Day of Days – Live (concert du 30e anniversaire au Stirling Castle -  sorti également en DVD)
- 2005 : Runrig - The Best
- 2007 : Everything you see
- 2007 : The Essential (compilation)
- 2016 : The Story

Concerts en DVD
- City of Lights
- Wheel in Motion
- Air an Oir
- Day of Days
- Year of The Flood

Concert en VHS
- At Stirling Castle - donnie's Munro farewell